# Елси Инглис
Елси Мод Инглис (енгл. Elsie Maud Inglis; Наинитак, 16. август 1864 — Њукасл, 26. новембар 1917) је била шкотска лекарка и суфражеткиња која се посебно истакла својим радом у оквиру шкотских војних болница у Србији у току Првог светског рата.
Била је прва жена која је добила највише српско одликовање - Орден белог орла.

## Биографија
Елси Инглис је рођена у Индији где је њен отац био у цивилној служби. Имала је осморо браће и сестара, од којих је она била друга ћерка и трећа најмлађа. Њени родитељи су били Харијет Ловс Томпсон и Џон Форбс Дејвид Инглис, судија који је радио у индијској државноој служби као главни комесар Оуда преко Источноиндијске компаније, као и нјен деда по мајци. Њени родитељи су подједнако вредновали образовање својих синова и ћерки и школовали су их у Индији. Елси и њена сестра Ева су имале 40 лутака које је користила како би лечила богиње.
Њен отац је био верник и користио је своју позицију у Индији да "подстакне домаћи економски развој, говори против чедоморства и промовише образовање жена". Инглисин деда по мајци је био свештеник из капеле Гариох у Абердинширу. Била је рођака гинеколога сер Хенрија Симсона, као и друга жена пионир медицине Грејс Кејдел.
Инглисин отац се пензионисао (када је имао 56 година) из Источноиндијске компаније да би се вратио у Единбург, преко Тасманије, где су се неки од њених старијих браћа и сестара скућили. Школовала се приватно у Единбургу (где је предводила успешан захтев ученица да користе приватне баште на тргу Шарлот) и завршила школовање у Паризу. Њен план да студира медицину је био одложен јер се старала о болесној мајци (шарлахна грозница), која је умрла 1885. након чега је Инглис осећала обавезу да остане у Единбургу са својим оцем.
Медицинска школа за жене у Единбургу је отворена 1887. од стране др. Софије Џекс-Блејк, где је Инглис започела своје школовање. Као реакција на методе др. Софије Џекс-Блејк и на избацивање две студенткиње Грејс и Џорџине Кејдел, Инглис и њен отац оснивају Единбуршки медицински колеџ за жене, под покровитељством Шкотске асоцијације за медицинско образовање жена, а један од спонзора је био сер Вилијам Муир, пријатељ њеног оца из Индије, сада директор Универзитета у Единбургу. Инглисини спонзори су такође организовали клиничку обуку за студенткиње под вођством сер Вилијам Мекивена у Краљевској болници у Глазгову.
Године 1892. стекла је троструку квалификацију, постајући лиценцијат Краљевског колеџа лекара у Единбургу, Краљевског колеџа хирурга у Единбургу и Факултета лекара и хирурга у Глазгову. Била је забринута због ниског стандарда неге и мањка специјализације за потребе женских пацијената и тако добила место у пионирској Новој болници за жене Елизабет Гарет Андерсон у Лондону, а затим у Ротонди у Даблину, водећем породилишту. Инглис је стекла своју диплому 1899. у Универзитету у Единбургу, након што су отворили медицинске курсеве за жене. Њен повратак у Единбург да би започела тај курс се поклопио са неговањен њеног болесног оца пре него што је умро 4. марта 1894. у 73. години. Инглис је тад забележила да он „није веровао да је смрт место заустављања, већ да ће човек наставити да расте и учи кроз сву вечност".
Инглис је касније констатовала да "све што јесам, и све што сам урадила - дугујем мом оцу".

## Каријера

### Медицинска пракса
У Единбург се враћа 1894. године где је довршила своју медицински диплому и постала предавач гинекологије на Медицинском колеџу за жене и затим успоставила медицинску праксу са Џеси Мекларен Мекгрегор, који је био колега студент. Имајући у виду да је за медицину за децу и жене било недовољно средстава, они отварају сопствено породилиште (Хоспис) за сиромашне жене, као и посебно одељење за школовање и помоћ бабица, првобитно на Тргу Ђорђа. Хоспис је тада добио помоћ за несреће и опште услуге, као и породилиште са операционом алом и осам кревета, у новим просторијама у улици 219 Хај Стрит, на Краљевској миљи, близу улице Кокбурн, и представљала је претеча Меморијалне болнице „Елси Инглис“ која ради све до 1992. године. Током 1913. Елси је пропутовала Сједињене Америчке Државе (Мичиген) да би посетила и научила од новијих врста породилишта.
Инглис се често одрицала такси које су јој дуговане да би плаћала њеним пацијентима опоравак поред мора, а дечја парализа је била болест оја ју је нарочито бринула. У исто време ради као саветница у болници за мајку и дете у Брентсфилду са којом се њено сопствено породилиште и болница спајају 1910.
Елсине колеге су препознале њене хируршке вештине јер је "била тиха, мирна и прибрана, никада у губитку, вешта у својим манипулацијама и способна да се носи са било каквим хитним случајем."
Инглис је живела и једно време била у вези са Флором Мареј, колегиницом докторком и суфражеткињом.

### Покрет за право гласа
Њена незадовољност медицинском бригом доступном за жене је навело Инглис да се политички укључи кроз Покрет за право гласа. Током 1890-их Елса је била секретарица Единбуршког националног друштва за право гласа жена, подржавано од стране њеног оца, док је на радила на медицинској дипломи.
Инглис је радила блиско Милисент Фоцет, вођом Националне уније друштава за бирачко право жена, државши говоре широм земље. До 1906. "Елси Инглис је за Шкоте била оно што је Милисент Фоцет била за Енглезе; када су њих две те године формирале федерацију, Елси је постала њихов секретар". На почетку Шкотске федерације жена сифражеткиња, Инглис је била почасни секретар од 1906. до 1914.
Инглис је држала говоре подршке за право гласа 1907. са Кристал Мекмилан и Алис Лоу, такође као говорницама на састанку Националне уније друштава за бирачко право жена у Единбуршком кафеу Оак Хол. Гостујући говорник је био Џеси Скот са Новог Зеланда, где су жене већ могле да гласају.
Век касније, у новинама, Луси Инглис (рођака) је изјавила да је Елси рекла да ју је "судбина сместила у комби великог покрета" и да је била "оштар борац". Инглисин лични стил је њена колегиница суфражеја описала као "љубазан, слатког гласа“ са „очима видовњака“, „блиставим осмехом“.

### Први светски рат
Иако је по избијању првог светског рата Елси већ имала 50 година, то је био период њеног највећег успеха. Упркос отпору владе она оснива Одбор шкотских жена за службу у иностранству, орагнизацију коју су основале сифражеткиње да обезбеди све болнице за помоћ са женским особљем за савезничке ратне напоре, укључујући докторе и техничко особље, укључујући медицинске сестре и волонтере. Британска влада није била расположена да прихвати да им помогне, па Енсли Инглис одлази у Француску децембра 1914. године и оснива болницу са 200 кревета која ради током читавог рата. Друга болница у Француској бива основана 1917. године.

### Одлазак у Србију
Упркос раду у Француској и Русији, болнице су посебно постале познате по својој активности у Србији, за коју је оцењено не само да је од стратешког значаја, већ и да је у посебно тешком положају у односу на друге савезнице. Елси Инглис сама одлази у Србију тешке 1915. године када се земљом шири епидемија тифуса. Већ почетком године оснива прву ратну болницу. Једна од болница налазила се у Младеновцу. У знак захвалности, септембра 1915. године у Младеновцу је је саграђена спомен-чесма „Црквенац“. На мермерној плочи чесме уклесане су речи на српском и енглеском "За успомену на санитарне мисије шкотских жена у Србији и њиног оснивача др Елзи Ингилс, подиже II резервна младеновачка болница. – Изградили војници Моравске дивизије I позива под руководством резервног капетана прве класе Бор. Поповића".
У новембру 1915. године бива заробљена у Крушевцу, али одбија да остави опрему болнице и да се повуче заједно са српском војском. Елси Инглис прати српске трупе све до одласка на Крф 1915. године.
Ангажовањем Црвеног крста и Владе САД, враћа се у Велику Британију.

### Повратак у Шкотску, Русија и смрт
Бива заробљена 1915. године и репатрирана, али по повратку у Шкотску одмах наставља рад и почиње сакупљање финансијских средстава за руске болнице. Сама одлази за Одесу 1916. године. 1917. године се враћа у Шкотску и умире од рака 26. новембра 1917. године. На сахрану долазе представници британске и српске краљевске породице.

### Оцена рада
По општој оцени пацијената, политичара, војске, јавних радника и осталих савременика, Елси Инглис је својим радом показала редак пример хуманости у најтежим временима. Веома строгим радним моралом и личним ентузијазмом који се показивао не само у медицинском раду, већ и у административним пословима, успела је да одржи рад болница у натежим ратним условима. Сопственим примером подстакла је долазак у Србију многих других болничарки којих је у Србији 1915. било више од шест стотина. Због свега тога се може се рећи са сигурношћу да је рад Школских женских болница посебно био успешан баш у Србији.

### Одликовања
Елси Инглис је била прва жена која је одликована највишим српским одликовањем "Орден белог орла", на церемонији у Лондону. Такође, пре тога је била одликована орденом Светог Саве.